# 768 هـ
768 هـ هي سنة في التقويم الهجري امتدت مقابلةً في التقويم الميلادي بين سنتي 1366 و1367.

## وفيات
- الفودودي
- اليافعي
- ابن نباتة المصري
- ابن وهبان